# Marika Heinlein
Marika Heinlein (* 1. September 1962 in Wilhelmshaven) ist eine deutsche Langstrecken- und Ultraläuferin. 

## Leben
Marika Heinlein wurde am 1. September 1962 in der niedersächsischen Stadt Wilhelmshaven geboren. Sie zog mit ihren Eltern nach Bayern und wuchs in den unterfränkischen Orten Sulzfeld am Main und Marktbreit auf. Nach dem Besuch des Gymnasiums und der Fachoberschule begann sie beim Högner-Verlag in Kitzingen eine Lehre zur Buchhändlerin. In den folgenden Jahren arbeitete Heinlein in ihrem Lehrbetrieb. 1999 eröffnete sie zusammen mit ihrem Mann eine Buchhandlung im von Kitzingen nur wenige Kilometer entfernten Wiesentheid. 
Ihre sportliche Karriere begann Heinlein erst mit 35 Jahren und entdeckte bald ihr Talent für große Strecken. Mit 37 lief sie 1999 ihren ersten Marathon in Köln. Die ersten Siege bei 12-Stunden-Lauf folgten im Jahr 2005, worauf Heinlein sich auf 24-Stunden-Läufe spezialisierte. Im Jahr 2007 wurde sie Teil des Deutschen Nationalteams und trat bei der Weltmeisterschaft in Kanada an. Heinlein läuft im Training jede Woche 100 Kilometer und trat in der Vergangenheit für verschiedene Vereine im Landkreis Kitzingen, darunter die TG Kitzingen und den 1. FC Geesdorf, an. Inzwischen stieg auch der Ehemann Bruno Heinlein zu einem bekannten Ultraläufer auf.

## Sportliche Erfolge
Heinlein begann ihre Karriere als Ultraläuferin mit dem SCMT 6-Stunden-Lauf Nürnberg. Es folgten in den folgenden Jahren Teilnahmen bei den Bieler Lauftagen und bei weiteren internationalen Wettbewerben. Im Jahr 2007 trat Heinlein erstmals beim Spartathlon in Griechenland an. Im gleichen Jahr wurde sie Teil des deutschen Nationalteams und trat bei den Weltmeisterschaften in Kanada an. 2010 lief Heinlein beim 1. Internationalen Rockenhausener 24 Stundenlauf, der Bestandteil der Deutschen Meisterschaft der Deutschen Ultramarathon-Vereinigung war.
2011
- 1. Platz 100 Meilen Berlin, 17:49:05 h
- 1. Platz Deutsche Leichtathletik-Meisterschaften 2011, 100-Kilometer-Straßenlauf, 9:29:21 h

2012
- 1. Platz Leipziger 100-km-Lauf, 9:44:55 h

2021
- 7. Platz Deutsche Leichtathletik-Meisterschaften 2021, 24-Stunden-Lauf, 168,42 km

2022
- 7. Platz Deutsche Leichtathletik-Meisterschaften 2022, 24-Stunden-Lauf, 179,219 km